# کهنه گورستان دشته
کهنه قبرستان دشته مربوط به هزاره اول قبل از میلاد - سده‌های متاخر دوران‌های تاریخی پس از اسلام است و در شهرستان همدان، بخش شراء، دهستان جیحون دشت، روستای دشته واقع شده و این اثر در تاریخ ۱۸ اسفند ۱۳۸۷ با شمارهٔ ثبت ۲۵۱۳۵ به‌عنوان یکی از آثار ملی ایران به ثبت رسیده است.